# Courbevoie
Courbevoie ist eine französische Stadt mit 81.945 Einwohnern (Stand 1. Januar 2022) im Département Hauts-de-Seine. Sie befindet sich im Nordwesten des Ballungsraums von Paris, rund acht Kilometer vom Stadtzentrum entfernt am linken Ufer der Seine. Die Gemeindefläche beträgt 417 Hektar. Die Einwohner werden Courbevoisiens genannt.
Das von Hochhäusern geprägte Geschäftsviertel La Défense befindet sich zum Teil auf dem Stadtgebiet von Courbevoie, zum Teil erstreckt es sich auf die Nachbargemeinden Puteaux und Nanterre. Seit 1995 ist Jacques Kossowski von der UMP Bürgermeister von Courbevoie.
Während in den 1960er-Jahren die Bevölkerungsentwicklung rückläufig war, ist die Zahl der Einwohner, die 1975 noch 54.488 betrug, seither kontinuierlich gestiegen.

## Bevölkerungsentwicklung
| Jahr                       | 1962   | 1968   | 1975   | 1982   | 1990   | 1999   | 2011   | 2019   |
| Einwohner                  | 59.491 | 58.118 | 54.488 | 59.830 | 65.389 | 69.694 | 88.530 | 81.558 |
| Quellen: Cassini und INSEE |        |        |        |        |        |        |        |        |

## Sehenswürdigkeiten
- Kirche Saint-Maurice
- Kirche Saints-Pierre-et-Paul
- evangelisch-lutherische Kirche

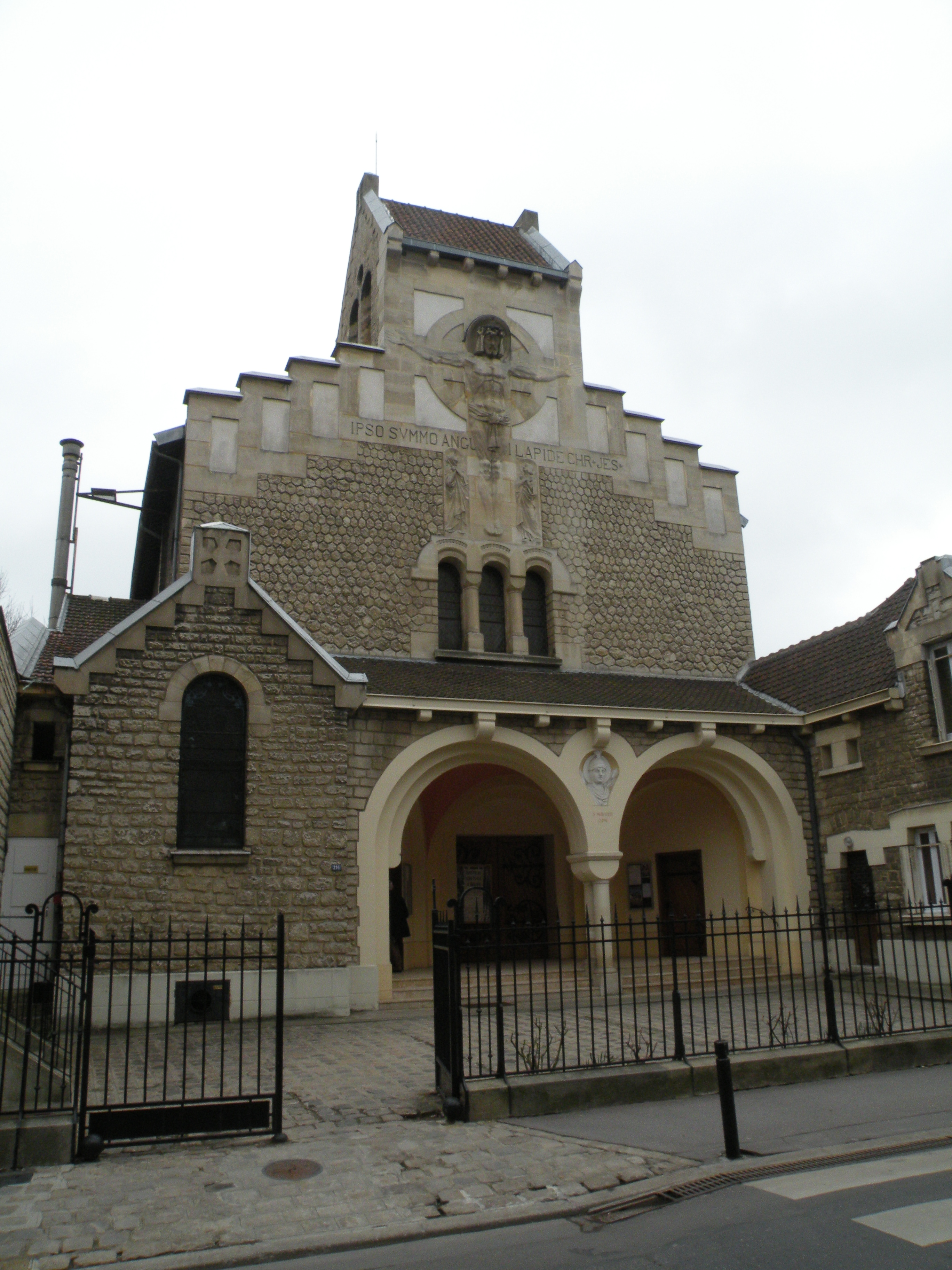
Kirche Saint-Maurice
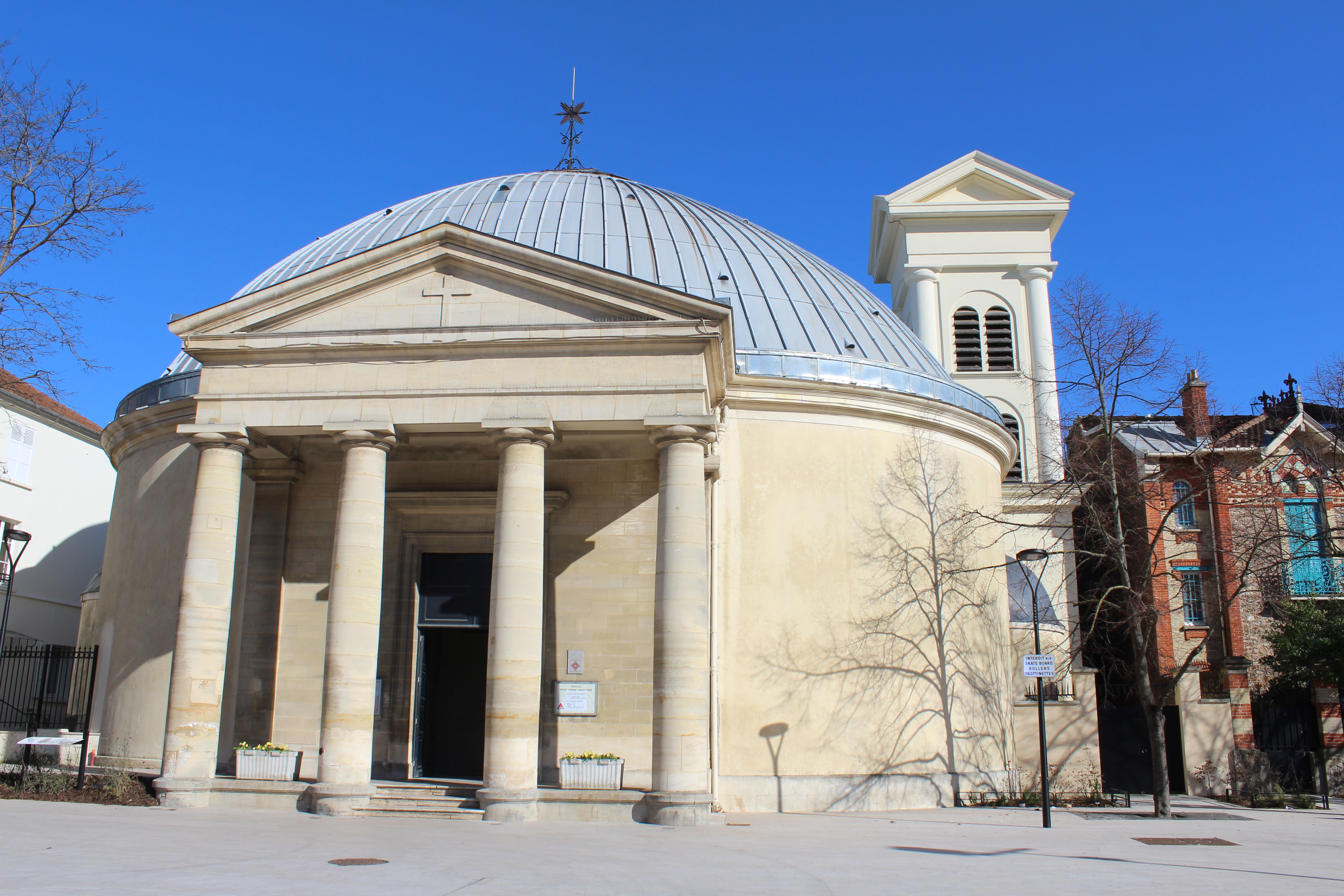
Kirche Saints-Pierre-et-Paul

Im Parc de Bécon an der Seine befindet sich das Musée Roybet Fould. Es zeigt überwiegend Kunstwerke aus der zweiten Hälfte des 19. Jahrhunderts. Darüber hinaus werden Exponate zur Regionalgeschichte ausgestellt. Auf der anderen Parkseite steht die Villa Pavillon des Indes, die als Wohnung für Kunststipendiaten dient. Eine kleine Ausstellung zur Geschichte des Gebäudes ist an einzelnen Tagen im Jahr der Öffentlichkeit zugänglich.

## Wirtschaft und Infrastruktur
Die Hauptsitze der weltweit agierenden Konzerne Saint-Gobain (Industriekonzern), Engie (Energieversorgungskonzern) und TotalEnergies (Mineralölkonzern) befinden sich in Courbevoie. Auch das Logistikunternehmen GEFCO, das Bahnbauunternehmen Colas Rail und die Zertifizierungs- und Überwachungsgesellschaft Apave haben hier ihren Sitz.
Von 1910 bis 1950 war der Karosseriehersteller Vanvooren in Courbevoie ansässig, der in den 1930er-Jahren zahlreiche Aufbauten für Fahrgestelle von Bugatti, Hispano-Suiza, Rolls-Royce und Bentley produzierte. Außerdem unterhielten die Automobilhersteller Alva, Bucciali und Delage hier ihre Werkstätten.

## Persönlichkeiten

### Söhne und Töchter der Stadt
- Henri Letocart (1866–1945), Organist und Komponist
- Pierre de Lescure (1891–1963), Schriftsteller, Journalist und Herausgeber
- Louis-Ferdinand Céline (1894–1961), Schriftsteller
- Jacques-Henri Lartigue (1894–1986), Fotograf und Maler
- Arletty (1898–1992), Schauspielerin
- Lucien Choury (1898–1987), französischer Bahnradsportler und Olympiasieger
- Georges Limbour (1900–1970), Schriftsteller
- André Glory (1906–1966), Abt und Archäologe
- Albert Alin (1907–2002), Autorennfahrer
- Maurice Labro (1910–1987), Regisseur
- Louis de Funès (1914–1983), Schauspieler
- Simone Duhart (1915–1984), Schauspielerin
- André Ruellan (1922–2016), Autor, Drehbuchautor und Arzt
- Michel Rocard (1930–2016), sozialistischer Politiker und Premierminister 1988–1993
- Pierre Lagaillarde (1931–2014), nationalistischer Politiker und Mitbegründer der OAS
- Bernard Consten (1932–2017), Automobilrennfahrer und Motorsportfunktionär
- Paul Souffrin (1932–2025), Politiker
- Olivier de Berranger IdP (1938–2017), Bischof von Saint-Denis
- Marc Blondel (* 1938), Gewerkschafter
- Michel Delpech (1946–2016), Sänger
- Patrick Zaniroli (* 1950), Rallye-Raid-Fahrer und Motorsportjournalist
- Michel Blanc (1952–2024), Schauspieler und Regisseur
- Olivier Jardé (* 1953), Politiker (UDF, Nouveau centre)
- Patrick Pécherot (* 1953), Journalist und Krimiautor
- Paul Giacobbi (* 1957), Politiker
- Julie Ferrier (* 1971), Schauspielerin
- Philippe Candeloro (* 1972), Eiskunstläufer
- Nicolas Lhernould (* 1975), römisch-katholischer Geistlicher, Erzbischof von Tunis
- Stanick Jeannette (* 1977), Eiskunstläufer
- Guillaume Lacour (* 1980), Fußballspieler
- Jérémy Toto (* 1992), Handballspieler
- Abdourahmane Barry (* 2000), Fußballspieler

### In Courbevoie gestorben
- Jean-Nicolas Corvisart (1755–1821), Leibarzt Napoléons
- Jean-Baptiste Carpeaux (1827–1875), Bildhauer
- Adolphe Lalyre (1848–1933), Maler
- Louis-Alexandre Mérante (1828–1887), Tänzer und Choreograph
- Edmond Louis Romain Séchan (1919–2002), Kameramann und Regisseur

## Städtepartnerschaften

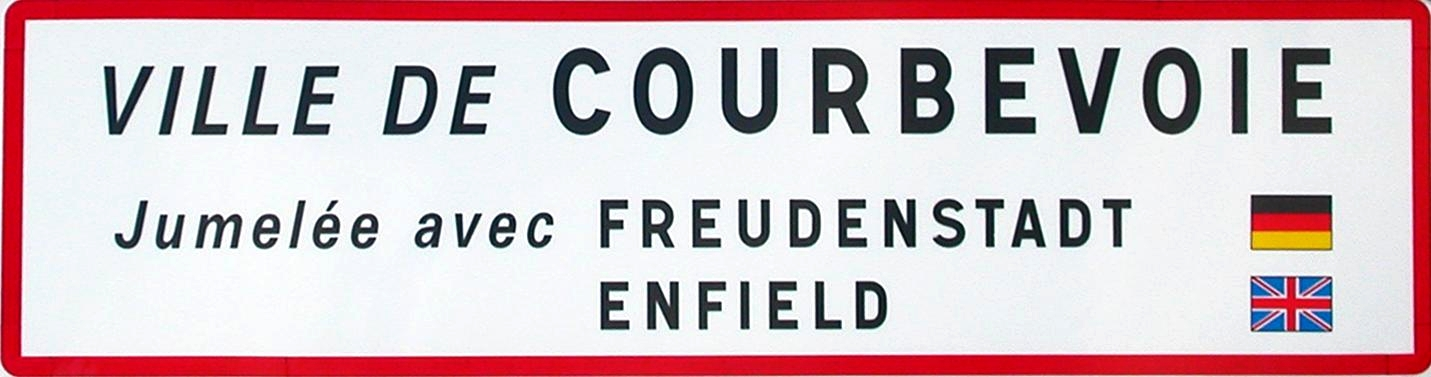
Städtepartnerschaften von Courbevoie

Courbevoie unterhält seit 1994 eine Partnerschaft mit dem Londoner Stadtbezirk Enfield sowie seit 1961 eine Partnerschaft mit der deutschen Stadt Freudenstadt in Baden-Württemberg.